# Alpinski šolski center
Alpinski šolski center (izvirno italijansko Centro Addestramento Alpino; kratica: CAA) je osrednji vojaško-šolska organizacija Italijanske kopenske vojske, ki izvaja usposabljanje za gorsko bojevanje. Posledično primarno izvaja usposabljanje vojakov, podčastnikov in častnikov alpinov.
Trenutno center, katerega ogrodje predstavlja 6. alpinski polk, deluje na treh lokacijah: vojašnica Battisti (Aosta), kjer je sedež centra; vojašnica Montebianco (La Thuille), kjer se nahaja alpsko-smučarska sekcija in vojašnica Perenni.
V sklopu centra deluje tudi Oddelek za športne aktivnosti.

## Zgodovina
Za potrebe temeljitega in kvalitetnega usposabljanja alpinov so 9. januarja 1934 v Aosti ustanovili Centralno vojaško šolo alpinizma (Scuola Centrale Militare di Alpinismo); slednja je delovala vse do 8. septembra 1943. Šolo so ponovno ustanovili 1. julija 1948 z imenom Alpinska vojaška šola (Scuola Militare Alpina). Od leta 1953 šola izvaja tudi usposabljanje bodočih podčastnikov in od leta 1964 še častniških kadetov.